# Europese Installatiebus
De Europese Installatiebus (EIB) is een Europees gecertificeerd type databus dat het transport mogelijk maakt van digitale gegevens voor het aansturen van  "intelligente" gebouwinstallaties. Het grote voordeel van een gestandariseerd systeem is dat componenten van verschillende fabrikanten door elkaar gebruikt kunnen worden. De "EIB-deelnemers" kunnen in sensoren (bijv. helderheidssensor) en actuatoren (bijv. jaloezie-actuator) onderscheiden worden. Het systeem valt onder de gebouwsysteemtechniek.
De Europese installatiebus is inmiddel met de twee andere standaarden European Home Systems Protocol (EHS) en BatiBUS samengevoegd en opgevolgd door de KNX-standaard.